# Oscar 1.s statsråd
Oscar 1.s statsråd var Sveriges Regering fra 1844 til 1859.
Kongen var regeringschef, mens udenrigsstatsministeren og justitsstatsministeren fungerede som vicestatsministre. 

## Justitsstatsministre
- Lars Herman Gyllenhaal (1843-1844)
- Johan Nordenfalk (1844-1846)
- Arvid Mauritz Posse (1846-1848)
- Gustaf Sparre (1848-1856)
- Claës Günther (1856-1858)
- Louis De Geer den ældre (1858-1870)

## Udenrigsstatsministre
- Albrecht Elof Ihre (1842-1848)
- Gustaf Algernon Stierneld (1848-1856)
- Elias Lagerheim (1856-1858)
- Ludvig Manderström (1858-1868)

## Andre ministre

### Søforsvarsminister
- Baltzar von Platen (1849–1852).

### Finansminister
- Johan August Gripenstedt (1856–1866).

### Ecklesiastikminister
- Henrik Reuterdahl (1852–1855)
- Henning Hamilton (1859–1860)

### Konsultative statsråd
- Johan August Gripenstedt (1848–1856)
- Henning Hamilton (1858–1859).